# Esine
Esine (Éden in dialetto camuno) è un comune italiano di 5 045 abitanti, della Val Camonica, provincia di Brescia in Lombardia.

## Geografia fisica e antropica

### Territorio e frazioni
Il comune di Esine sorge nella bassa Valle Camonica, più precisamente all'imbocco della Valgrigna: si sviluppa in larga parte intorno al punto di confluenza tra l'omonimo torrente e il fiume Oglio, e dista 63 km dal capoluogo provinciale.
Densamente antropizzato nella parte fondovalliva, conta anche una vasta componente montuosa che - pur sostanzialmente spopolata - contribuisce a collocarlo tra i comuni più estesi della zona.
Il capoluogo comunale risulta affiancato da tre frazioni: alle storiche e popolose Sacca e Plemo, ubicate nel quadrante meridionale dell'abitato, si sono poi aggiunti i piccoli Librinì, elevati al rango di frazione solo di recente e posti a loro volta a levante del borgo principale. La porzione di capoluogo comunale posta tra via Faede e il confine con Cogno è soprannominata "Canadà".

### Idrografia
La parte pianeggiante del Comune è interamente segnata dal corso del fiume Oglio, che la percorre da nord a sud, per poi ricevere l'apporto della Grigna, suo affluente di sinistra.
Oltre a Oglio e Grigna, il territorio di Esine comprende diversi altri corsi d'acqua, provenienti per lo più dai monti posti sul lato orientale: su tutti il Resio, anch'esso affluente dell'Oglio, e il torrente della Valle dell'Inferno, che all'altezza della Sacca confluisce a sua volta proprio nel Resio. Altri torrenti degni di nota sono quelli che solcano le omonime vallate montuose: Val Cavena, Valle del Cul, Val Pelù, Val Fredda e Val Poma, alcuni dei quali vedono utilizzate le proprie acque per la produzione di energia idroelettrica.
È presente anche un canale artificiale, il Vaso Re, scavato nel Medioevo per alimentare i tanti opifici e mulini disseminati lungo l'intera Val Grigna, e oggi parzialmente interrato.

### Orografia e fenomeni carsici
Dal punto di vista orografico, la parte orientale del comune è occupata da numerosi rilievi facenti capo alla Catena Bresciana Occidentale, massiccio montuoso appartenente a sua volta alle Prealpi Bresciane: cime principali sono la Colma di San Glisente, posta al confine con Berzo Inferiore a un'altitudine di 2161 metri, il Monte Rosello, il Monte Fra e il Monte Stabil Fiorito, con quest'ultimo a fungere da confine naturale tra Val Camonica e Val Trompia. Altri rilievi meritevoli di attenzione sono La Cupola, ubicata tra la Sacca e Montecchio, il Dosso delle Plagne, e due caratteristiche formazioni geologiche poste all'altezza di Plemo: il Corno dell'Orselù e il Dosso della Regina.
Vi è infine un colle morenico di 425 metri d'altezza, denominato Bardisone, che risulta totalmente estraneo alle Prealpi Bresciane, occupando infatti la piana di fondovalle al confine tra Esine, Berzo Inferiore e Cividate Camuno, e che si staglia netto dietro al locale nosocomio.
A partire da metà Ottocento iniziò a manifestarsi un peculiare fenomeno di carsismo, consistente nella formazione di alcuni baratri poi riempiti dall'acqua, chiamati "laghetti" e a lungo oggetto di studio da parte di numerosi geologi. Il fenomeno era causato da un processo di dissoluzione chimica delle rocce di Dolomia componenti il basamento vallivo; a tutt'oggi risulta però quasi esaurito, permanendo nel solo laghetto delle "Cilicele", che oltre a essere il più esteso fu anche il primo in ordine cronologico a formarsi. 

## Storia
(Gregorio Brunelli, Curiosi trattenimenti contenenti ragguagli sacri e profani dei popoli camuni, 1698)

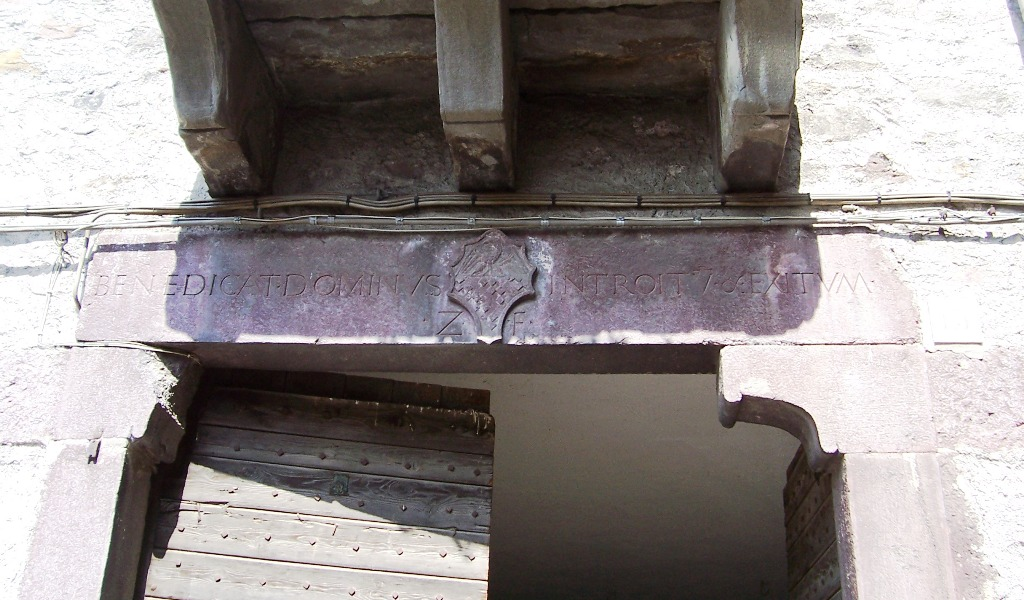
Portale con stemma della famiglia Federici

Il nome di Esine compare per la prima volta nell'anno 979 (o forse nel 994, la datazione è controversa) in una donazione effettuata da tale Gisalberto da Esine. Nel XII secolo vi fu un'aspra vertenza con i vicini di Borno, a causa di una palizzata costruita abusivamente sul fiume Oglio, che per effetto di tale costruzione aveva mutato corso; da ciò derivò una tragica rissa che portò alla morte di undici persone. Nell'ottobre 1168 la controversia si ricompose grazie a una pacificazione emessa a Montecchio, con la conseguente distruzione della staccionata.
Nel 1287 Manfredo Beccagutti acquistò a ripetizione le terre di Esine e Plemo, venendo poi investito del diritto di decima da parte del vescovo di Brescia.
Il 14 ottobre 1336 il vescovo di Brescia Jacopo de Atti investì iure feudi Oprandino Codaferri dei diritti di decima nei territori di Cerveno, Ono e Cricolo, Esine e Paisco .
Verso la fine del XIV secolo Ziliolo Federici e il figlio Marchesio, del castello di Gorzone, acquistarono diversi terreni a Esine.
Tra il 1545 ed il 1549 Esine ed Erbanno si contesero militarmente il bosco delle Toroselle.
Al 1577 risale la fondazione del primo monte di pietà.
Numerose inondazioni (sia della Grigna che dell'Oglio) si verificarono negli anni 1544, 1614, 1615, 1629, 1644, con la morte di 140 persone; particolarmente violenta fu quella del 7 luglio 1634.
Nel 1836 venne eretto un ponte in legno sull'Oglio, dove prima si transitava sopra una barchetta; nel 1870 sarebbe stato abbattuto e ricostruito in muratura, e dedicato al re Vittorio Emanuele II.
A partire dagli anni '20, e più avanti durante la Resistenza, la comunità esinese si è distinta per la propria ferma opposizione sia contro il Regime Fascista che, in seguito, contro l'Occupazione nazista dell'Italia: a tal proposito va segnalato l'eccidio dei tre fratelli antifascisti Lorenzo, Bortolo e Giovanni Gimitelli, avvenuto a Pasqua del 1931; altra figura importante fu quella del partigiano Tani Bonettini, tra i protagonisti locali della lotta partigiana dopo l'Armistizio dell'8 settembre 1943, e in seguito molto attivo come divulgatore storico dei fatti.
Nel marzo del 1989, i comuni di Esine e di Civitanova Marche ufficializzarono il proprio gemellaggio istituzionale, sulla scorta di quello siglato dalle rispettive sezioni AVIS già nel 1971.
Il 7 dicembre del 1992 venne aperto il nuovo Ospedale di Vallecamonica, edificato nella piana a sudovest del Bardisone per sostituire i due nosocomi di Breno e Darfo.

### Feudatari locali
Famiglie che hanno ottenuto l'infeudazione vescovile dell'abitato:
| Famiglia   | Stemma | Periodo        |
| Beccagutti |        | 1287 - 1391    |
| Codaferri  |        | 1336           |
| Federici   |        | XIV secolo - ? |

### Simboli
di rosso, all'aquila di nero.
Ornamenti esteriori da Comune.»
Lo stemma, privo di concessione ufficiale, è liberamente utilizzato dal Comune.
Il gonfalone è un drappo di azzurro.

## Monumenti e luoghi d'interesse

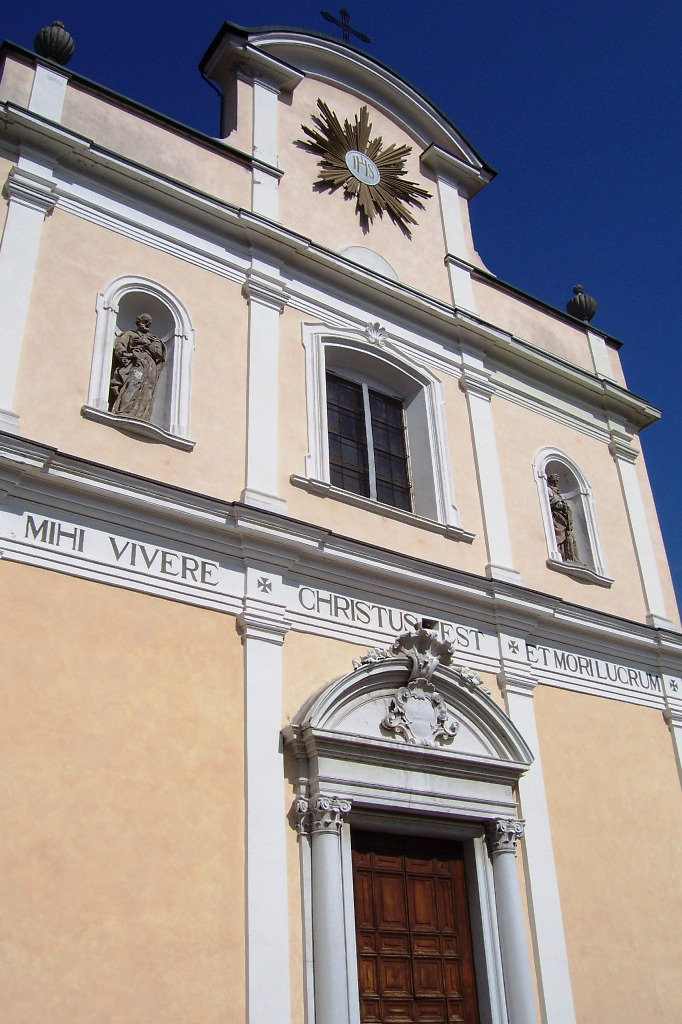
Parrocchiale di San Paolo

### Architetture religiose
A Esine sono presenti i seguenti edifici religiosi:
- Chiesa di Santa Maria Assunta, ricostruita nel 1485 e dichiarata poi monumento nazionale;
- Parrocchiale di San Paolo, riedificata nel 1691. All'esterno presenta due statue attribuita a Beniamino Simoni, mentre all'interno ospita opere di Callisto Piazza e Antonio Guadagnini;
- Chiesetta di San Carlo, di fianco alla canonica, un tempo oratorio dei disciplini. Fu edificata nel XVII secolo;
- Chiesa della Santissima Trinità, l'antica parrocchiale, risalente all'VIII secolo e ricostruita nell'XI. All'interno presenta una vasca battesimale a immersione;
- Chiesa della Visitazione della Beata Maria Vergine, parrocchiale della Sacca[24];
- ex Parrocchiale di Santa Maria, del 1730, anch'essa alla Sacca[25];
- Chiesa di San Giovanni Battista, a Plemo, databile al XVI secolo[26];
- Cappella del Lazzaretto, situata ai Librinì[27];
- Chiesetta di San Maurizio, costruita dagli Alpini in località Büdech nel 1976.

### Architetture militari
- Castello Federici: si trovava nella parte orientale del colle del Bardisone, sono stati ritrovati due fabbricati del XIV secolo, un pozzo (ora nella spianata della chiesa della SS. Trinità) ed un pezzo della muraglia che doveva cingere il castello. Sul lato sud, verso Esine partiva una scalinata oggi scomparsa che lo congiungeva alla strada sottostante[28];
- Rocca Novella: costruita a ridosso dell'abitato a Plemo, fu abbattuta nel 1455 dalle autorità Serenissime; ne rimangono il muro perimetrale volto a settentrione, una finestra, l'imposta del soffitto con volta a botte e una scalinata con sei gradini;
- Rocca Alta: ubicata anch'essa a Plemo, fu dimora dapprima della famiglia Federici, e poi dei Beccagutti[29]; ad oggi risulta quasi totalmente diroccata.

## Società

### Evoluzione demografica
Abitanti censiti

### Tradizioni e folclore
Gli scütüm sono nei dialetti camuni dei soprannomi o nomignoli, a volte personali, altre indicanti tratti caratteristici di una comunità. Quello che contraddistingue gli abitanti di Esine è Maia müle.

## Infrastrutture e trasporti
L'abitato è percorso sull'asse longitudinale dalla SS 42 del Tonale e della Mendola, strada a scorrimento veloce colloquialmente nota come superstrada della Val Camonica; il territorio comunale è inoltre servito dalla Stazione di Cogno-Esine, afferente alla linea ferroviaria Brescia-Iseo-Edolo e posta al confine col comune di Piancogno.

## Amministrazione

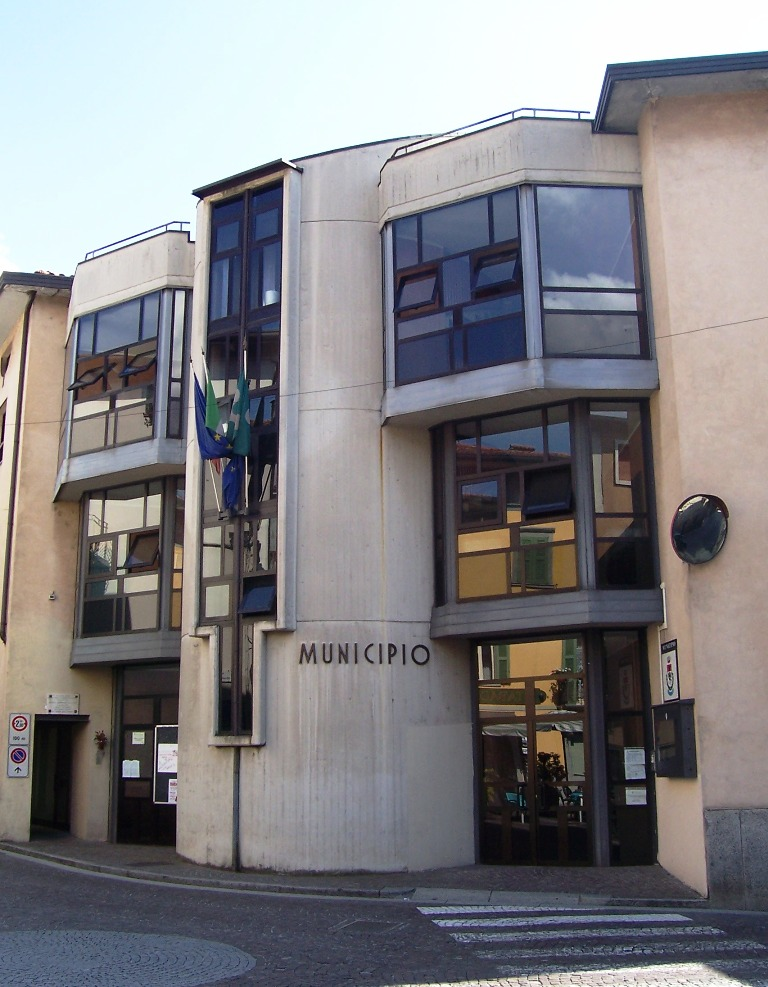
Il municipio di Esine.

| Periodo          | Periodo         | Primo cittadino                | Partito                         | Carica      | Note   |
| ---------------- | --------------- | ------------------------------ | ------------------------------- | ----------- | ------ |
| 30 dicembre 1988 | 7 giugno 1993   | Giuseppe Bonino                | PCI/PDS                         | Sindaco     |        |
| 7 giugno 1993    | 28 aprile 1997  | Claudio Nodari                 | PPI                             | Sindaco     |        |
| 28 aprile 1997   | 30 maggio 2006  | Costante Galli                 | Lega Nord                       | Sindaco     |        |
| 30 maggio 2006   | 22 ottobre 2015 | Fiorino Fenini                 | lista civica di centro-sinistra | Sindaco     | [ 31 ] |
| 23 ottobre 2015  | 6 giugno 2016   | Salvatore Rosario Pasquariello |                                 | Commissario |        |
| 6 giugno 2016    | in carica       | Emanuele Moraschini            | lista civica di centro-destra   | Sindaco     |        |